# Делфин-Морейра (Минас-Жерайс)
Делфин-Морейра (порт. Delfim Moreira) — муниципалитет в Бразилии, входит в штат Минас-Жерайс. Составная часть мезорегиона Юг и юго-запад штата Минас-Жерайс. Входит в экономико-статистический микрорегион Итажуба. Население составляет 8159 человек на 2006 год. Занимает площадь 408,181 км². Плотность населения — 20,0 чел./км².
Праздник города — 17 декабря.

## История
Город основан 17 декабря 1938 года. 

## Статистика
- Валовой внутренний продукт на 2003 год составляет 26 941 676,00 реалов (данные: Бразильский институт географии и статистики).
- Валовой внутренний продукт на душу населения на 2003 год составляет 3325,72 реалов (данные: Бразильский институт географии и статистики).
- Индекс развития человеческого потенциала на 2000 год составляет 0,720 (данные: Программа развития ООН).

## География
Климат местности: горный тропический. В соответствии с классификацией Кёппена, климат относится к категории Cwb.